# Hulk i agenci M.I.A.Z.G.I.
Hulk i agenci M.I.A.Z.G.I. (oryg. Marvel’s Hulk and the Agents of S.M.A.S.H.) – amerykański superbohaterski serial animowany z 2013 roku na podstawie serii komiksów o superbohaterze o tym samym pseudonimie wydawnictwa Marvel Comics. W oryginalnej wersji językowej głównym postaciom głosów użyczyli: Fred Tatasciore, Seth Green, Eliza Dushku, Clancy Brown i Benjamin Diskin.
Hulk i agenci M.I.A.Z.G.I. zadebiutowali 11 sierpnia 2013 roku w Stanach Zjednoczonych na antenie Disney XD. Wyemitowano w sumie 52 odcinki, a ostatni wyświetlono 28 czerwca 2015 roku. W Polsce emitowany był od 14 listopada 2013 do 15 sierpnia 2015 roku.

## Obsada

### Główna
- Fred Tatasciore jako Bruce Banner / Hulk[1] oraz Volstagg, Karnak[2] i Johnny Blaze / Ghost Rider[3]
- Seth Green jako Rick Jones / A-Bomb[1] oraz Rocket Raccoon[2]
- Eliza Dushku jako Jennifer Walters / She-Hulk[1]
- Clancy Brown jako Thaddeus „Thunderbolt” Ross / Red Hulk[1] oraz Hogun, Black Bolt[2] i Najwyższy Intelekt[3]
- Benjamin Diskin jako Skaar[1] oraz James Howlett / Wolverine, Fandral i Miek[2]

### Drugoplanowa
- J.K. Simmons jako J. Jonah Jameson[2]
- Robin Atkin Downes jako Emil Blonsky / Abominacja, Annihilus i Reed Richards / Mr. Fantastic[2]
- James Arnold Taylor jako Samuel Sterns / Leader, Blastaar, Triton i Johnny Storm / Human Torch[2]
- Adrian Pasdar jako Tony Stark / Iron Man[2]
- Drake Bell jako Peter Parker / Spider-Man[2]
- Kevin Michael Richardson jako Ego, Groot[2] i Potwór Frankensteina[3]
- Steve Blum jako Devil Dinosaur i Karl Lykos / Sauron[2]
- Travis Willingham jako Thor[2]
- Stan Lee jako burmistrz Stan[2]
- Jonathan Adams jako Carl „Crusher” Creel / Absorbing Man i Korg[2]
- Chi McBride jako Nick Fury[2]
- James C. Mathis III jako Ronan, Terrax[2] i Malekith[3]
- Roger Craig Smith jako Steve Rogers / Kapitan Ameryka[3]

### Gościnna
- Jeff Bennett jako Taneleer Tivan / Kolekcjoner[2]
- Dave Boat jako Ben Grimm / Thing[2]
- John DiMaggio jako Galactus[2]
- Enn Reitel jako Laufey[2]
- David H. Lawrence XVII jako Harvey Elder / Mole Man[2]
- Clare Grant jako Mary MacPherran / Titania[2]
- Maurice LaMarche jako Victor Von Doom / Doktor Doom[2]
- Tom Kenny jako Otto Octavius / Doktor Octopus i Impossible Man[2]
- Mark Hildreth jako Deathlok[2]
- Kevin Grevioux jako Super-Skrull[2]
- Troy Baker jako Loki[2]
- Jack Coleman jako Stephen Strange / Doctor Strange[2]
- Phil LaMarr jako Dormammu[2]
- Chris Cox jako Peter Quill / Star-Lord[2]
- David Sobolov jako Drax Niszczyciel[2]
- Nika Futterman jako Gamora i Lilandra Neramani[2]
- Nolan North jako Maximus, Gorgon[2] i Jack Russell / Werewolf by Night[3]
- Mary Faber jako Crystal i Medusa[2]
- Kari Wahlgren jako Sue Storm / Invisible Woman[2]
- Laura Harris jako Elloe Kaifi[2]
- Terry Crews jako Eric Brooks / Blade[3]
- Oded Fehr jako N’Kantu / Żywa Mumia[3]
- Brent Spiner jako Silver Surfer[3]
- Corey Burton jako Wielki Ewolucjonista i Vlad Dracula[3]
- Townsend Coleman jako Herkules[3]
- Robert Englund jako Pluto[3]
- Misty Lee jako Betty Ross[3]
- Frank Welker jako Odyn[3]
- Liam O’Brien jako Johann Schmidt / Red Skull[3]

## Emisja
Pierwszy sezon serialu Hulk i agenci M.I.A.Z.G.I., składający się z 26 odcinków, zadebiutował 11 sierpnia 2013 roku w Stanach Zjednoczonych na antenie Disney XD począwszy od dwuodcinkowego Wrota zagłady (oryg. Doorway to Destruction). 3 grudnia 2014 roku pojawił się ostatni odcinek pierwszego sezonu. Został on wyemitowany już w trakcie trwającego drugiego sezonu, składającego się również z 26 odcinków, który emitowany był od 12 października 2014 do 28 czerwca 2015 roku.
W Polsce emisja serialu rozpoczęła się 14 listopada 2013 roku na antenie Disney XD. Ostatni odcinek drugiego sezonu pokazano 15 sierpnia 2015 roku.

### Przegląd sezonów
| Sezon | Sezon | Odcinki | Premiera sezonu (Stany Zjednoczone) | Finał sezonu (Stany Zjednoczone) | Premiera sezonu (Polska) | Finał sezonu (Polska) |
| ----- | ----- | ------- | ----------------------------------- | -------------------------------- | ------------------------ | --------------------- |
|       | 1     | 26      | 11 sierpnia 2013                    | 3 grudnia 2014                   | 14 listopada 2013        | 31 lipca 2014         |
|       | 2     | 26      | 12 października 2014                | 28 czerwca 2015                  | 9 lutego 2015            | 15 sierpnia 2015      |

## Lista odcinków

### Sezon 1 (2013–2014)
| №  | Nr | Tytuł                          | Tytuł polski                   | Reżyseria         | Scenariusz               | Premiera (Disney XD) | Premiera w Polsce (Disney XD) |
| -- | -- | ------------------------------ | ------------------------------ | ----------------- | ------------------------ | -------------------- | ----------------------------- |
| 1  | 1  | Doorway to Destruction, Part 1 | Wrota zagłady, część pierwsza  | Dan Fausett       | Paul Dini                | 11 sierpnia 2013     | 14 listopada 2013             |
| 2  | 2  | Doorway to Destruction, Part 2 | Wrota zagłady, część druga     | Dan Fausett       | Paul Dini                | 11 sierpnia 2013     | 14 listopada 2013             |
| 3  | 3  | Hulk-Busted                    | Pogromcy Hulków                | Roy Smith         | Henry Gilroy             | 18 sierpnia 2013     | 21 listopada 2013             |
| 4  | 4  | The Collector                  | Kolekcjoner                    | Dan Fausett       | Eugene Son               | 25 sierpnia 2013     | 28 listopada 2013             |
| 5  | 5  | All About the Ego              | Kwestia Ego                    | Roy Smith         | Brandon Auman            | 1 września 2013      | 5 grudnia 2013                |
| 6  | 6  | Savage Land                    | Dzika kraina                   | Dan Fausett       | Steven Melching          | 15 września 2013     | 12 grudnia 2013               |
| 7  | 7  | The Incredible Shrinking Hulks | Pomniejszeni                   | Roy Smith         | Paul Dini                | 22 września 2013     | 19 grudnia 2013               |
| 8  | 8  | Hulks on Ice                   | Hulkowie na lodzie             | Roy Smith         | Eugene Son               | 6 października 2013  | 26 grudnia 2013               |
| 9  | 9  | Of Moles and Men               | Krety i ludzie                 | Dan Fausett       | Steven Melching          | 27 października 2013 | 2 stycznia 2014               |
| 10 | 10 | Wendigo Apocalypse             | Wendigo-kalipsa                | Patrick Archibald | Brandon Auman            | 3 listopada 2013     | 9 stycznia 2014               |
| 11 | 11 | The Skaar Whisperer            | Zaklinacz Skaara               | Dan Fausett       | Adam Beechen             | 10 listopada 2013    | 16 stycznia 2014              |
| 12 | 12 | Into the Negative Zone         | Negatywna reakcja              | Patrick Archibald | Henry Gilroy             | 17 listopada 2013    | 23 stycznia 2014              |
| 13 | 13 | Red Rover                      | Diabeł wcielony                | Dan Fausett       | Paul Dini                | 24 listopada 2013    | 10 kwietnia 2014              |
| 14 | 14 | The Venom Within               | Pochłonięci Venomem            | Patrick Archibald | Brandon Auman            | 8 grudnia 2013       | 17 kwietnia 2014              |
| 15 | 15 | Galactus Goes Green            | Najwyższa stawka               | Dan Fausett       | Brandon Auman            | 19 stycznia 2014     | 30 stycznia 2014              |
| 16 | 16 | The Trouble With Machines      | Kłopoty z maszynami            | Dan Fausett       | Eugene Son               | 26 stycznia 2014     | 24 kwietnia 2014              |
| 17 | 17 | Abomination                    | Abominacja                     | Patrick Archibald | Steven Melching          | 2 lutego 2014        | 1 maja 2014                   |
| 18 | 18 | Mission Impossible Man         | Mission Impossible Man         | Dan Fausett       | Paul Dini                | 9 lutego 2014        | 8 maja 2014                   |
| 19 | 19 | For Asgard                     | Za Asgard                      | Patrick Archibald | Eugene Son               | 23 lutego 2014       | 15 maja 2014                  |
| 20 | 20 | Stranger in a Strange Land     | Dziwny świat Doktora Strange’a | Dan Fausett       | Brandon Auman            | 30 marca 2014        | 22 maja 2014                  |
| 21 | 21 | Deathlok                       | Deathlok                       | Patrick Archibald | Henry Gilroy, Todd Casey | 13 kwietnia 2014     | 29 maja 2014                  |
| 22 | 22 | Inhuman Nature                 | Nieludzka natura               | Patrick Archibald | Adam Beechen             | 15 czerwca 2014      | 28 lipca 2014                 |
| 23 | 23 | The Hunted                     | Polowanie                      | Dan Fausett       | Eugene Son               | 22 czerwca 2014      | 29 lipca 2014                 |
| 24 | 24 | Monsters No More               | Potwór, nie potwór             | Patrick Archibald | Brandon Auman            | 29 czerwca 2014      | 30 lipca 2014                 |
| 25 | 25 | Planet Leader                  | Niepodzielny lider             | Dan Fausett       | Henry Gilroy             | 13 lipca 2014        | 31 lipca 2014                 |
| 26 | 26 | It’s a Wonderful Smash         | Zielone święta                 | Patrick Archibald | Steven Melching          | 3 grudnia 2014       | 27 lipca 2014                 |

### Sezon 2 (2014–2015)
| №  | Nr | Tytuł                                               | Tytuł polski                                          | Reżyseria         | Scenariusz      | Premiera (Disney XD) | Premiera w Polsce (Disney XD) |
| -- | -- | --------------------------------------------------- | ----------------------------------------------------- | ----------------- | --------------- | -------------------- | ----------------------------- |
| 27 | 1  | Planet Hulk, Part 1                                 | Planeta Hulk, część pierwsza                          | Patrick Archibald | Marty Isenberg  | 12 października 2014 | 9 lutego 2015                 |
| 28 | 2  | Planet Hulk, Part 2                                 | Planeta Hulk, część druga                             | Dan Fausett       | Kevin Hopps     | 12 października 2014 | 9 lutego 2015                 |
| 29 | 3  | The Hulking Commandos                               | Hulkowe Komando                                       | Patrick Archibald | Brandon Auman   | 19 października 2014 | 18 lutego 2015                |
| 30 | 4  | Fear Itself                                         | Strach się bać                                        | Patrick Archibald | Brandon Auman   | 26 października 2014 | 10 lutego 2015                |
| 31 | 5  | Guardians of the Galaxy                             | Strażnicy Galaktyki                                   | Dan Fausett       | Henry Gilroy    | 2 listopada 2014     | 11 lutego 2015                |
| 32 | 6  | Future Shock                                        | Szok przyszłości                                      | Patrick Archibald | Paul Dini       | 9 listopada 2014     | 12 lutego 2015                |
| 33 | 7  | A Druff is Enough                                   | Mały Druff, duży strach                               | Dan Fausett       | Steven Melching | 16 listopada 2014    | 13 lutego 2015                |
| 34 | 8  | Homecoming                                          | Nie ma jak w domu                                     | Patrick Archibald | Marty Isenberg  | 18 stycznia 2015     | 16 lutego 2015                |
| 35 | 9  | Spidey, I Blew up the Dinosaur                      | Spidey, powiększyłem dinozaura                        | Dan Fausett       | Henry Gilroy    | 25 stycznia 2015     | 17 lutego 2015                |
| 36 | 10 | The Strongest One There Is                          | Najsilniejszy z siłaczy                               | Dan Fausett       | Paul Giacoppo   | 1 lutego 2015        | 19 lutego 2015                |
| 37 | 11 | The Dopplesmashers                                  | Dwie krople wody                                      | Patrick Archibald | Marty Isenberg  | 8 lutego 2015        | 25 maja 2015                  |
| 38 | 12 | The Big Green Mile                                  | Wielka zielona mila                                   | Dan Fausett       | Steven Melching | 15 lutego 2015       | 26 maja 2015                  |
| 39 | 13 | The Green Room                                      | Zielony pokój                                         | Patrick Archibald | Marty Isenberg  | 22 lutego 2015       | 27 maja 2015                  |
| 40 | 14 | The Defiant Hulks                                   | Rozgrzani do czerwoności                              | Dan Fausett       | Paul Dini       | 1 marca 2015         | 28 maja 2015                  |
| 41 | 15 | Enter, the Maestro                                  | Maestro                                               | Dan Duncan        | Brandon Auman   | 8 marca 2015         | 29 maja 2015                  |
| 42 | 16 | The Tale of Hercules                                | Historia Herkulesa                                    | Dan Fausett       | Todd Casey      | 15 marca 2015        | 1 czerwca 2015                |
| 43 | 17 | Banner Day                                          | Dzień Bannera                                         | Dan Duncan        | Marty Isenberg  | 22 marca 2015        | 2 czerwca 2015                |
| 44 | 18 | Wheels of Fury                                      | Szybcy i wściekli                                     | Dan Fausett       | Henry Gilroy    | 29 marca 2015        | 3 czerwca 2015                |
| 45 | 19 | Days of Future Smash, Part 1: The Dino Era          | Przeszłość, która nadeszła, część pierwsza: Dino Era  | Dan Duncan        | Paul Dini       | 10 maja 2015         | 8 sierpnia 2015               |
| 46 | 20 | Days of Future Smash, Part 2: Smashgard             | Przeszłość, która nadeszła, część druga: Miazgard     | Dan Fausett       | Marty Isenberg  | 17 maja 2015         | 9 sierpnia 2015               |
| 47 | 21 | Days of Future Smash, Part 3: Dracula               | Przeszłość, która nadeszła, część trzecia: Dracula    | Dan Duncan        | Brandon Auman   | 24 maja 2015         | 10 sierpnia 2015              |
| 48 | 22 | Days of Future Smash, Part 4: The Hydra Years       | Przyszłość, która nadeszła, część czwarta: Lata Hydry | Dan Fausett       | Steven Melching | 31 maja 2015         | 11 sierpnia 2015              |
| 49 | 23 | Days of Future Smash, Part 5: The Tomorrow Smashers | Przeszłość, która nadeszła, część piąta: Agenci jutra | Dan Duncan        | Marty Isenberg  | 7 czerwca 2015       | 12 sierpnia 2015              |
| 50 | 24 | Spirit of Vengeance                                 | Duch zemsty                                           | Dan Fausett       | Todd Casey      | 14 czerwca 2015      | 13 sierpnia 2015              |
| 51 | 25 | Planet Monster, Part 1                              | Planeta potworów, część pierwsza                      | Dan Duncan        | Marty Isenberg  | 21 czerwca 2015      | 14 sierpnia 2015              |
| 52 | 26 | Planet Monster, Part 2                              | Planeta potworów, część druga                         | Dan Fausett       | Paul Dini       | 28 czerwca 2015      | 15 sierpnia 2015              |

## Produkcja
W lipcu 2011 roku Jeph Loeb zapowiedział serial animowany Hulk i agenci M.I.A.Z.G.I. (oryg. Marvel’s Hulk and the Agents of S.M.A.S.H.) przy którym pracować będzie Paul Dini. W październiku poinformowano, że produkcja zadebiutuje na Disney XD w 2013 roku. W kwietniu 2012 roku ujawniono, że serial zostanie wyprodukowany przez Marvel Animation i Film Roman. Producentami wykonawczymi zostali: Loeb, Alan Fine, Dan Buckley i Joe Quesada. W październiku poinformowano, że Henry Gilroy odpowiadał razem z Dinim za powstanie serialu. Ujawniono wtedy główną obsadę głosową, w której znaleźli się: Fred Tatasciore jako Hulk, Clancy Brown jako Red Hulk, Eliza Dushku jako She-Hulk, Benjamin Diskin jako Skaar i Seth Green jako A-Bomb. W lipcu 2014 roku poinformowano, że Disney XD zamówiło drugi sezon serialu. Produkcja została zakończona po dwóch sezonach.
W zespole scenarzystów Diniego i Gilroya znaleźli się: Eugene Son, Brandon Auman, Steven Melching, Adam Beechen, Todd Casey, Marty Isenberg, Kevin Hopps i Paul Giacoppo, a za reżyserię odpowiadali: Dan Fausett, Roy Smith, Patrick Archibald i Dan Duncan. Muzykę skomponował Guy Michelmore.

## Odbiór

### Krytyka w mediach
Brian Lowry z „Variety” stwierdził, że „rezultatem jest seria, która sprawia, że nawet potężny Hulk i jego paczka pod względem rozrywkowym wyglądają trochę mizernie”. Jesse Schedeen z IGN ocenił, że „najważniejszą wadą Hulka i agentów M.I.A.Z.G.I. jest to, że wydaje się, że jest on przeznaczony bezpośrednio dla grupy chłopców w wieku 6-12 lat kosztem wszystkich pozostałych. I chociaż to właśnie ta grupa demograficzna kupuje zabawki, gry wideo i towary, które utrzymują takie programy na powierzchni, to nie ma powodu, dla którego program nie może mierzyć się trochę wyżej”. Mike Cecchini z Den of Geek napisał, że jego „problem polega na tym, że po prostu nie kupuje założenia tego serialu. Format reality show jest niezwykle irytujący”.

### Nominacje
| Rok  | Ceremonia                      | Kategoria                                                          | Nominowani                                               | Rezultat  | Przypis |
| ---- | ------------------------------ | ------------------------------------------------------------------ | -------------------------------------------------------- | --------- | ------- |
| 2014 | Behind the Voice Actors Awards | Najlepsza główna męska rola głosowa w serialu telewizyjnym         | Clancy Brown jako Thaddeus „Thunderbolt” Ross / Red Hulk | Nominacja | [ 114 ] |
| 2015 | Behind the Voice Actors Awards | Najlepsza główna męska rola głosowa w serialu telewizyjnym         | Fred Tatasciore jako Bruce Banner / Hulk                 | Nominacja | [ 115 ] |
| 2015 | Behind the Voice Actors Awards | Najlepsza główna męska rola głosowa w serialu telewizyjnym         | Clancy Brown jako Thaddeus „Thunderbolt” Ross / Red Hulk | Nominacja | [ 115 ] |
| 2015 | Behind the Voice Actors Awards | Najlepsza główna kobieca rola głosowa w serialu telewizyjnym       | Eliza Dushku jako Jennifer Walters / She-Hulk            | Nominacja | [ 115 ] |
| 2015 | Behind the Voice Actors Awards | Najlepsza drugoplanowa męska rola głosowa w serialu telewizyjnym   | James C. Mathis III jako Ronan                           | Nominacja | [ 115 ] |
| 2015 | Behind the Voice Actors Awards | Najlepsza drugoplanowa kobieca rola głosowa w serialu telewizyjnym | Nika Futterman jako Gamora                               | Nominacja | [ 115 ] |
| 2015 | Behind the Voice Actors Awards | Najlepsza gościnna męska rola głosowa w serialu telewizyjnym       | Benjamin Diskin jako Miek                                | Nominacja | [ 115 ] |
| 2015 | Behind the Voice Actors Awards | Najlepsza gościnna męska rola głosowa w serialu telewizyjnym       | Corey Burton jako Wielki Ewolucjonista                   | Nominacja | [ 115 ] |
| 2015 | Behind the Voice Actors Awards | Najlepsza gościnna męska rola głosowa w serialu telewizyjnym       | Jeff Bennett jako Taneleer Tivan / Kolekcjoner           | Nominacja | [ 115 ] |
| 2015 | Behind the Voice Actors Awards | Najlepsza gościnna kobieca rola głosowa w serialu telewizyjnym     | Mary Faber jako Crystal                                  | Nominacja | [ 115 ] |
| 2015 | Behind the Voice Actors Awards | Najlepsza gościnna kobieca rola głosowa w serialu telewizyjnym     | Nika Futterman jako Lilandra Neramani                    | Nominacja | [ 115 ] |
| 2015 | Behind the Voice Actors Awards | Najlepsza obsada głosowa w serialu telewizyjnym – dramat / akcja   | Hulk i agenci M.I.A.Z.G.I.                               | Nominacja | [ 115 ] |